# Хакола, Киммо
Киммо Ханну Тапио Хакола (фин. Kimmo Hannu Tapio Hakola; 27 июля 1958, Йювяскюля, Финляндия) — финский композитор.

## Биография
Родился 27 июля 1958 года в Йювяскюля, в Финляндии.
Начал своё музыкальное образование беря частные уроки композиции у известного финского композитора Эйноюхани Раутаваара.
В 1981 году поступил в Академию Сибелиуса, где обучался у Магнуса Линдберга и Ээро Хямеэнниеми.
Среди произведений композитора несколько концертов в том числе фортепианный концерт (1996) и концерт для кларнета (2001), несколько струнных концертов и концертов для хора и оркестра. Композитор является также автором ряда опер — «Marsin mestarilaulajat» и «Sinapinsiemen».
6 июля 2012 года на международном оперном фестивале в Савонлинна состоялась мировая премьера его трагикомической оперы-буфф «La Fenice» (либретто Юха-Пекка Хотинен, автор перевода либретто на итальянский — Никола Райно).

## Творчество
- 1996 — Фортепианный концерт
- 2001 — Концерт для кларнета
- Опера — «Marsin mestarilaulajat»
- Опера — «Sinapinsiemen»
- 2012 — опера «La Fenice»